# Ab ins Beet!
 Ab ins Beet! Die Garten Soap ist eine seit 2005 ausgestrahlte Doku-Soap des deutschen Fernsehsenders VOX, in der Hobbygärtner bei ihren Bauprojekten in ihren heimischen Gärten gezeigt werden.

## Darsteller
Darsteller sind in jeder Folge drei verschiedene Paare bzw. Familien. Dauerteilnehmer und damit die bekanntesten Gärtner, die die Garten-Doku hervorgebracht hat, sind Claus Scholz mit Kumpel Ralf „Ralle“ Ender, Ingo Wesnigk mit seiner Frau Marion, Detlef Steves sowie der Landschaftsgärtner Ralf Dammasch.

## Episoden
Ausstrahlungsjahre der Staffel und Anzahl der Folgen:
| Staffel | Folgen | Jahr |
| ------- | ------ | ---- |
| 1       | 5      | 2005 |
| 2       | 6      | 2006 |
| 3       | 10     | 2007 |
| 4       | 10     | 2008 |
| 5       | 18     | 2009 |
| 6       | 24     | 2010 |
| 7       | 12     | 2011 |
| 8       | 12     | 2012 |
| 9       | 16     | 2013 |
| 10      | 16     | 2014 |
| 11      | 16     | 2015 |
| 12      | 16     | 2016 |
| 13      | 16     | 2017 |
| 14      | 16     | 2018 |
| 15      | 16     | 2019 |
| 16      | 16     | 2020 |
| 17      | 16     | 2021 |
| 18      | 16     | 2022 |
| 19      | 17     | 2023 |
| 20      | 16     | 2024 |

## Ableger der Serie
Mit den aus Ab ins Beet! bekannten Protagonisten hat VOX mehrere weitere Formate entwickelt:
- 2011: Ab in die Ruine!, diverse Darsteller
- 2012: Die Superchefs, Darsteller: Claus Scholz, Detlef Steves
- 2014: Die Beet-Brüder, Darsteller: Ralf Dammasch, Claus Scholz, Henrik Drüen
- 2014: Einmal Camping, immer Camping, diverse Darsteller